# Rio Breu
Le rio Breu est un cours d'eau brésilien qui baigne l'État d'Acre, et un affluent du rio Juruá, donc un sous-affluent de l'Amazone.

## Géographie
Il prend sa source sur la frontière avec le Pérou, sur le territoire de la municipalité de Jordão, à 374 m d'altitude. De sa source à sa confluence avec la rive droite du rio Juruá, au lieu-dit Foz do Breu, il délimite la frontière entre les deux pays. Il arrose les municipalités de Jordão et Marechal Taumaturgo.